# Georg von Eucken-Addenhausen
Georg Udo Victor von Eucken-Addenhausen (* 29. Juli 1855 in Aurich; † 1. Mai 1942 auf Gut Addenhausen bei Neuharlingersiel) war ein deutscher Jurist und Politiker.

## Leben
Georg Eucken wurde am 29. Juli 1855 als Sohn des königlich hannoverschen Rittmeisters Carl Eucken (* 22. Juli 1825; † 6. November 1893) und seiner Frau Caroline von Frese (* 9. Oktober 1831; † 30. März 1916) in Aurich geboren. Im September desselben Jahres wurde er in der evangelischen Kirche in Hinte getauft. Bei dieser Gelegenheit verlieh ihm König Georg V. von Hannover, der u. a. sein Taufpate war, den Namenszusatz Addenhausen nach dem Namen des Familiengutes in Ostfriesland.
Er besuchte das Gymnasium Ulricianum seiner Heimatstadt Aurich, wo er Ostern 1874 seine Reifeprüfung ablegte. Seit 1874 war er außerdem Mitglied des Corps Borussia Tübingen. In den folgenden Jahren studierte er Rechts- und Staatswissenschaften an den Universitäten in Marburg, München, Tübingen und Straßburg. Während seiner Zeit in Straßburg trat er außerdem seinen Militärdienst als Einjährig-Freiwilliger beim Feldartillerie-Regiment 15 an und wurde knapp ein Jahr später als Unteroffizier befördert sowie zur Reserve entlassen. Von 1877 bis 1881 war er Rechtsreferendar in Aurich, Isenhagen, Göttingen, Wiesbaden, Hannover und Merseburg. Während seiner Referendarzeit promovierte er 1879 in Jena zum Dr. iur. Im Jahre 1884 legte er sein Assessorexamen ab.
Ab August 1877 setzte Georg Eucken seine juristische Ausbildung bei der Landdrostei Hannover fort, wo er seine spätere Ehefrau Marianne Charlotte Emma Mathilde Oppermann (* 8. Juli 1860; † 13. Mai 1942) kennenlernte. Sie war das zweitjüngste Kind des aus dem Kreis Zellerfeld stammenden Kunsthändlers Ernst Hermann Oppermann (1824–1912) und seiner Ehefrau Johanne Marie Auguste Oppermann, geborene Gersting (1836–1915). Am 27. September 1881 heirateten Georg von Eucken und Mathilde Oppermann in Hannover. Aus der Ehe gingen vier Kinder hervor.
1893 erbte von Eucken den Sielhof Addenhausen in Neuharlingersiel, 1898 erfolgte der Ankauf des Karolinenhofs, 1909 schließlich der Mathildenhof. Für seinen Ruhestand zog sich von Eucken 1918 auf Sielhof zurück.
Er starb am 1. Mai 1942 in Aurich.

## Wirken
Seine erste Stellung als Kommunalpolitiker hatte Eucken ab 1881 als Erster Bürgermeister von Jena inne. Ab 1884 arbeitet er dort als Assessor. Am 1. April 1885 wurde er in das Amt des Oberbürgermeisters der thüringischen Stadt Eisenach eingeführt, welches er bis zu seiner Ernennung zum Bezirksdirektor des Verwaltungsbezirkes Eisenach im Mai 1893 innehatte. Von 1894 bis 1902 war er Abgeordneter und zeitweise auch Vizepräsident des Landtags von Sachsen-Weimar-Eisenach. 1902 wurde er als Vortragender Rat in das Reichsamt des Innern berufen, wo er die Neufassung des Krankenversicherungsgesetzes bearbeitete und die Oberaufsicht über den Nord-Ostsee-Kanal und die Reichspostdampferlinien übernahm. Ab Juni 1905 führt er die gleiche Tätigkeit im Rang als Kaiserlicher Geheimer Oberregierungsrat aus. Auf Bitten des Großherzogs Großherzog Friedrich August II. von Oldenburg, den er im selben Jahr in Travemünde kennenlernte, wechselte Eucken in den oldenburgischen Staatsdienst und wurde am 25. Oktober 1905 zum Gesandten in Preußen und ständigen Bundesratsbevollmächtigten in Berlin ernannt, gleichzeitig wurde er mit der Vertretung für das Herzogtum Anhalt und die Fürstentümer Lippe-Detmold und Schaumburg-Lippe betraut. Am 27. September 1906 wurde er in den oldenburgischen Adelstand erhoben und 1913 mit dem Orden Heinrichs des Löwen I. Klasse ausgezeichnet.
Während des Ersten Weltkriegs leistete Eucken von 1914 bis 1916 Kriegsdienst und erhielt mehrere Auszeichnungen. 1914 erfolgte zunächst seine Einberufung zur Ersatzabteilung des I. Garde-Feldartillerie-Regiments nach Berlin als Kommandeur von neun Rekruten-Batterien mit fast zweihundert Soldaten. Später wurde er an die Westfront verlegt. 1916 wechselte er in den Zivildienst. Danach trat er wieder sein Amt als Bundesratsbevollmächtigter an, das er am 12. November 1918, am Tage des Rücktritts des oldenburgischen Großherzogs, niederlegte. 1919 fungierte er kurze Zeit als Vertreter der oldenburgischen und der lippischen Landesregierungen bei der Verfassunggebenden Nationalversammlung in Weimar und übersiedelte dann auf sein Gut Sielhof in Neuharlingersiel.
Daneben bemühte er sich um den Ausbau der Erwachsenenbildung, für die er sich bereits 1906 eingesetzt hatte. Im Zuge dessen war er wesentlich beteiligt an der Gründung der ersten Bauernvolkshochschule in Aurich, welche aus der Oldenburgischen Bauernhochschule in Jever hervorgegangen war. Die Schulen waren Teil der Heimvolksschulen aus der völkischen Strömung, welche sich an der ersten Bauernvolkshochschule 1920 in Dresden durch Bruno Tanzmann orientierten. Bis zu seinem Tod stand von Eucken dem Kuratorium der Schule als erster Vorsitzender vor, ab 1941 auch als Schirmherr. Er ermöglichte darüber hinaus die Nutzung des Sielhofs für die praktische Ausbildung, und veranstaltete eigene Kurse.
Von Eucken beteiligte sich außerdem aktiv bei der Instrumentalisierung der sogenannten „Friesentage“ 1937 für nationalsozialistische Propagandazwecke. Seine Verbindung der friesischen Tradition und Kultur mit dem Nationalsozialismus lässt sich auch in anderen Beiträgen seinerseits feststellen, als Beispiel kann hier die 100-Jahr-Feier der Steinpyramide am Upstalsboom genannt werden.
Am 9. November 1937 beantragte Eucken die Aufnahme in die NSDAP und wurde rückwirkend zum 1. Mai desselben Jahres aufgenommen (Mitgliedsnummer 5.914.326). Er gehörte zur Ortsgruppe Groß Holum innerhalb des Gaus Weser-Ems.
Von Eucken war darüber hinaus Mitglied des Centralausschusses für die Innere Mission der Evangelischen Kirche, Vorstandsmitglied des Deutschen Kriegerbundes, Mitglied des geschäftsführenden Ausschusses des Deutschen Vereins für Versicherungswissenschaft und Vorstandsmitglied mehrerer Wirtschaftsunternehmen.
Nach ihm sind u. a. der „Von Eucken Weg“ in Neuharlingersiel und die „Georg-Eucken-Straße“ in Eisenach benannt.

### Präsident der Ostfriesischen Landschaft
Im Mai 1932 wurde er auf der Ostfriesischen Landesversammlung zum Präsident der Ostfriesischen Landschaft gewählt, wobei er dem Landschaftskollegium bereits seit 1908 als Präsident der Ostfriesischen Ritterschaft angehört hatte. Hierauf bestimmte er bis mindestens zur Jahreswende 1937/1938 den Kurs der Ostfriesischen Landschaft. Ab 1935 stützte er sich auch auf den zunehmenden Einfluss des Kunstwarts Louis Hahn. Nach seiner Amtsübernahme begann er, den Kurs der Landschaft mehr und mehr den autoritären NS-Strukturen anzupassen.
Seine Tätigkeit diesbezüglich wird besonders durch seine gezielte Nutzung des NS-Apparats während der Verhinderung einer Auflösung der Ostfriesischen Landschaft deutlich. Die Auflösung der Landschaft entstand aus den wirtschaftlichen Krisenjahren der Weimarer Zeit und den Versuchen aus Berlin, alle Hannoverschen Provinziallandschaften Ende der 1920er Jahre aufzulösen, und fungierte mit Unterstützung der Hannover Regierung. Um einer Auflösung zu entgehen, und die politische Bedeutung der Landschaft im NS-Staat selbst zu sichern, nutze von Eucken gezielt die NS-Polykratie für seine Zwecke. In diesem Zuge förderte er aktiv eine Nazifizierung der Strukturen der Ostfriesischen Landschaft. Hierbei sprach er sich wiederholt deutlich für die Einführung des Führerprinzips innerhalb der Ostfriesischen Landschaft aus. Darüber hinaus vernetze er sich mit verschiedenen Gesprächspartnern auf der NS-Parteiebene, um seine politischen Ziele für die Landschaft durchzusetzen; zu nennen sind hier unter anderem Heinrich Buscher, Erich Drescher und Hermann Conring, aber auch eine Kontaktaufnahme Euckens 1934 mit dem Propagandaminister Goebbels konnte nachgewiesen werden, welcher Eucken 1938 zur Grundsteinlegung des „Hauses des Fremdenverkehrs“ nach Berlin einlud.
Von Eucken beteiligte sich darüber hinaus intensiv an der Gründung der 1936 gegründeten „Sippenstelle Emden“ und engagierte sich darüber hinaus für deren Übernahme in die Ostfriesische Landschaft, wo sie ab 1937 als „Landschaftliche Zentrale für Ostfriesische Sippenforschung“ von großer Wichtigkeit für die in Ostfriesland betriebene Rassekunde war. Von Eucken bemühte sich dabei, neben der Genealogie eine gesamtostfriesische Rassenkunde beispielsweise unter Einbezug der pseudowissenschaftlichen Schädelvermessung innerhalb der „Landschaftlichen Zentrale für Ostfriesische Sippenforschung“ voranzubringen.